# Heilandskirche (Öblarn)
Die Heilandskirche ist die evangelische Kirche von Öblarn im steirischen Bezirk Liezen. Als Filialkirche von Gröbming gehört sie der Evangelischen Superintendentur A. B. Steiermark an.

## Geschichte
Das 1960 nördlich des Ortskerns von Öblarn errichtete Heilandskirchlein ist ein kleines hausartiges Kirchlein mit aufgeständertem Turm. Das Innere des rechteckigen Saalraums wird von seinem offenen Dachstuhl beherrscht. Zeittypisch ist die Verwendung von Glasbausteinen.